# Andrzej (biskup koptyjski)
Andrzej (ur. 23 maja 1946 w Kairze) – duchowny Koptyjskiego Kościoła Ortodoksyjnego, od 1980 biskup Abu Tidż.

## Życiorys
Początkowo był mnichem w monasterze św. Paisjusza. Święcenia kapłańskie przyjął 5 sierpnia 1978. Sakrę biskupią otrzymał 25 maja 1980. 25 listopada 2018 został podniesiony do godności metropolity.